# Naunachte
Naunachte (transkr. Njwt-nḫt.tj; wörtl. ‚Die Stadt (Theben) ist siegreich‘; 13./12. Jh. v. Chr.) war die Gemahlin des ägyptischen Schreibers Kenherchepeschef. Sie ist von einem Testament her bekannt, auf dem sie einige ihrer Kinder enterbte. Das Dokument gilt als ein Beweis für die hohe Stellung der Frau im Alten Ägypten.
Naunachte heiratete als Zwölfjährige den 54 Jahre alten Kenherchepeschef. In ihrer zweiten Ehe gebar sie acht Kinder. Zur Zeit von Ramses V. ließ sie durch den Schreiber Amunnacht ein Testament abfassen, in dem sie nur vier dieser Kinder das ererbte Vermögen ihres ersten Mannes hinterließ. Die anderen vier wurden enterbt, da sie sich nicht um ihre alte Mutter gekümmert hätten. Das Testament der Naunachte wurde in der Arbeitersiedlung Deir el-Medina gefunden und befindet sich heute im Ashmolean Museum in Oxford. Es zeigt, dass altägyptische Frauen berechtigt waren, über ihr eigenes Erbe zu verfügen und selbständig Klagen vor Gericht zu erheben.